# ちゃんこ鍋
ちゃんこ鍋（ちゃんこなべ）とは、相撲部屋において、日常的に食されている鍋料理である。「ちゃんこ」とは本来、相撲部屋において「ちゃんこ番」の力士が作る手料理の全てを指すが、その中でも特に広く知られているのが、この鍋料理全般を指す「ちゃんこ鍋」である。相撲部屋のちゃんこ鍋は力士の体格を作り上げるために栄養バランスが第一に考慮されるほか、門外不出の隠し味なども存在する。

## 起源
力士の食事は明治時代中期までは個々に配膳されていたが、1909年（明治42年）の旧・両国国技館（のちのメモリアルホール）完成の頃に当時の現役横綱である常陸山谷右エ門の人気で出羽海部屋への入門者が一気に増え、個々に配膳していてはとても間に合わなくなった。そのため、1つの鍋を全員で囲んで食べる形式が考案され、それ以降の相撲界では鍋料理が定番として定着している。
なお、常陸山が考案するより前にも力士が鍋料理を食べることはあったが、江戸時代までの力士の食生活については記録が無いため詳細不明である。
大正から昭和初期あたりまでの両国は鶏の相場が決まる鶏の大市場だったといい、そのような時代背景から当時は御馳走だった鶏で作る「ソップ炊き」が浸透したという。力士は巡業で回る各地の農家から余り物の野菜を貰い、食あたりしないように肉や魚と煮込んでちゃんこ鍋を作ったという。

## 概要

### ちゃんこ鍋の種類とメリット
前述のように、明治時代終盤に当時の横綱・常陸山谷右エ門以降の相撲部屋では鍋料理が広く取り入れられ、鍋料理そのものが相撲部屋の食事の代名詞となっていった。
鍋料理のメリットとしては、
1. 一度に簡易かつ大量に調理できること
2. 栄養のバランスが良く、材料を加熱するために伝染病や寄生虫などの心配も少ない（ただし佐渡ヶ嶽部屋フグ中毒事件のように素人調理が原因となる死亡事故も発生している）
3. 1つの鍋を囲むことで連帯感も生まれる

以上のことから鍋料理は力士の食事に適している。

### 食べる事も稽古
力士は「食べる事も仕事・稽古のうち」とされ、相撲部屋においては食事の場である「ちゃんこ場」は稽古場の次に大切な場所と言われている。大多数の相撲部屋ではちゃんこ場は稽古場の隣に存在する。
相撲界には「ちゃんこの味が染みる」という言葉があるが、これは入門したばかりの新弟子が稽古に励み、精神的にも肉体的にも相撲界に馴染んできた様子を表している。これは褒め言葉で、力士が力をつけてくると「ちゃんこの味が染みてきた」と言うのである。二子山親方（若乃花幹士）の口癖は「お前ら、まだちゃんこの味が染みていないな」だったといい、力士が強くなるのは稽古とちゃんこの2つだとされている。
また、2018年の琴剣淳弥の記事によると、ちゃんこ鍋は弟子がきちんと食事稽古を行っているかを部屋の師匠が見渡すのに合理的な食事形態であるといい、本場所中は反省会的な意味を込めて親方が本場所の職務を終えて帰ってきてから夜の時間帯にちゃんこ鍋を食べるという。

### 様々な味のちゃんこ鍋
相撲部屋では1種類のちゃんこ鍋だけを味わうのではなく、料理に使う材料の有無や祝時、来客などがあった場合にちり鍋やソップ炊きなど様々な種類や味付けの鍋料理が作られ、それらの鍋料理をまとめて「ちゃんこ鍋」と称している。一方、町の料理店で味わえるちゃんこ鍋は現役を引退した元力士の所属部屋の伝統の鍋料理の味を一般向けに提供して広まったものであり、この一般向けのちゃんこ鍋は寄せ鍋風が多く、魚も肉も一緒に入るものがあるが、相撲部屋で作られる鍋料理には本来は魚と肉を一緒に入れる鍋は存在しない。プロレスラーで元力士の天龍源一郎が在籍していたかつての二所ノ関部屋ではちゃんこ鍋に多量のニンニクが入っており、その匂いは強烈であったという。
戦後生まれが増加した昭和40年代以降は牛や豚が好んで食され、魚離れが進んだ。平成末期の時点では豆乳ベースやトマト味、中華風、塩バターなどのアレンジが加えられ、鍋以外にもサラダや焼き魚、玉子焼き、ステーキなどのサイドメニューが豊富に添えられるが、鍋離れは着実に進んでいた。米の消費量も昭和期と比べると随分と減った。
かつてはちゃんこのお供として酒が定番であったが、後に酒よりプロテインを好む力士が増えた。東関部屋はハワイ出身力士が在籍していた頃にパイナップル入りの「ハワイアンちゃんこ」なるちゃんこを出していたが評判が良くなくあまり食べなかったという。
北の富士勝昭の著書によると、2016年（平成28年）時点の相撲部屋のちゃんこ鍋は学生相撲出身者が2〜3年ほどちゃんこ番の仕事を担当しただけで作るので、あまり美味しくないという。同じ著書で北の富士は、鰯を皮や骨ごとすり潰したつみれを「舌触りが悪い」と言って現在の相撲部屋では食べることがないことと、インスタントラーメンや肉ばかりがちゃんこ鍋に使用されることなどを嘆いている。

### ちゃんこ鍋の調理・食事形式
相撲部屋でちゃんこ鍋を作る者は「ちゃんこ長」と言われ、ちゃんこ長のもと、ちゃんこ番の力士が作る。ちゃんこ番は、大人数の部屋では3〜4人の班を作って交代制で担当するが、小規模の部屋では全員で作ることもある。普通は各部屋とも幕下以下の力士が務め、稽古に支障が出ないように日替わりで担当する。また、相撲教習所を卒業したばかりの新米の部屋力士が担当することもある。
幕下以下の古株の力士が長を務め、献立の決定や買い出し、調理および給仕を取り仕切る。ちゃんこ番は自分の稽古が終わると台所に入り、関取が稽古を続けている間に調理を進める。ちゃんこ番として料理の腕を磨いておくと、引退後にその腕を活かして飲食店を開業する道が開けるとされる。
なお、ちゃんこ鍋を食べる順番は最初に親方と来客、次に関取衆、最後に取的であるが、関取がいない部屋や、小規模な部屋などは車座になって一斉に食べることもある。
大相撲では朝食抜きの1日2食が原則であるが、力士が個別に朝食を外食で済ませることもあり、臥牙丸勝は引退後の2021年7月場所13日目のABEMA大相撲中継の解説を務めた際、実況の清野茂樹からかつては九州で大好物のラーメンを13玉食べていたというエピソードを振られると、それが前日の18時から飲み明かした後に6時に摂った朝食であり、その後は朝稽古に向かったと明かしている。

### 外国人力士とちゃんこ鍋
外国人力士はちゃんこ鍋に馴染めない傾向がある。
相撲界初の外国人力士だった高見山大五郎は、ちゃんこ鍋にケチャップをかけてようやく食べられるようになったという。ブルガリア出身の琴欧洲勝紀もなかなか白米に対応できず、ヨーグルトやチーズをかけて食べたという。ちゃんこ鍋に馴染んだ外国人力士であっても相撲の常識を覆す食べ方をする者が多く、横綱昇進後の朝青龍明徳は自身の希望で部屋の食事に馬乳（正確には馬乳酒）入りちゃんこ鍋を用意させたことがあり、反対に日本人の若い力士は同じメニューを食べるのに苦労したという。
ムスリム（イスラム教徒）である大砂嵐金崇郎（エジプト出身）や金峰山晴樹（カザフスタン出身）に至っては、いわゆる食のタブーから他の力士と別メニューのもの（豚肉やその副産物、アルコール類を含むものが一切入っていないもの）を食べることもあり、断食月であるラマダンの時期には、時間帯も日没後にずらして食べていた。

### 健康との関係
ちゃんこ鍋は力士の増量を行う料理だが、それ自体が肥満の原因になるのではない。力士の体重が増える原因は、空腹で稽古した後にちゃんこ鍋をスープ代わりに大量に食べてすぐ昼寝する生活を送ることにあり、ちゃんこ鍋には野菜やきのこ類、豆腐、肉や魚がバランスよく含まれ、それらを煮込んでいるために消化が良く、身体も温まって代謝も上がる。このようにちゃんこ鍋は料理として健康的なメニューと言える。
しかし、相撲界でのちゃんこ鍋は大勢で食卓を囲む形式の食事であり、3つの密のうち「密集」に該当することから感染症の拡大リスクが高く、新型コロナウイルスの影響下にあった頃（2020年〜2023年）には対策としてちゃんこ形式の食事スタイルが自粛された。

## 調理法
ちゃんこ鍋の味としては、ちり鍋風と寄せ鍋風の2種類があるとされる。また、水炊き（ちり鍋）、だし汁あるいはスープ炊き（鶏のソップ炊きなど）、塩炊き（寄せ鍋）、味噌炊き（牡蠣の土手鍋、豚味噌鍋）の4種類に分類されることもある。他にも煮ぐい（砂糖と醤油で食材を煮込む）と呼ばれるすき焼き風のちゃんこ鍋も存在する。相撲部屋においては魚系のちゃんこ鍋では8割ほどが「ちり鍋」で、鶏のソップ炊きも相撲部屋でよく食べられる。大鵬幸喜はちゃんこ鍋について「基本はソップ炊き」だとして、鶏のソップ炊きは、一例では鶏ガラを煮込んでスープを作り、鶏もも肉と玉ねぎを入れてから醤油、砂糖、酒で甘めに味を付ける。鶏もも肉と玉ねぎが煮えたら野菜と油揚げを入れるという。
相撲部屋ではちゃんこ鍋をはじめとした多数の鍋料理を毎日のように食べるが、日ごとに材料や味付けが変わるので飽きることは無いという。ちゃんこ場では野菜を手で直接ちぎって入れ、肉や魚も大まかに切って入れて豪快に作るのが相撲界ならではという。前述のように肉は鶏肉を入れることが多いが、その理由は人間と同様に二本足で立つ（手を付かない＝負けない）から縁起を担ぐ意味が込められており、「手を付く＝四つん這い＝負け」という連想から牛肉や豚肉は避けられていたが、1965年（昭和40年）頃からはこれらもちゃんこ鍋に使用されるようになり、、現在ではこのように縁起を担ぐことはほとんどない。ただし、2021年（令和3年）時点でも正月料理としては験担ぎに鶏肉のちゃんこ鍋を食べる文化がある。ちなみに、2004年（平成16年）に西新井大師近隣へ転居した玉ノ井部屋のように、レストランの厨房のような設備が整ったちゃんこ場で調理する部屋もある。

## 食料事情
1909年（明治42年）頃より広まったちゃんこ鍋だが、それまでは回向院前の広場で日本相撲協会主催の炊き出しが行われており、経済事情が良くない相撲部屋へは勿論、一部の周辺住民にも無償で提供していた。同年の旧・両国国技館の開館と同時に炊き出しは廃止されたが、その後も大正時代までは不定期的に行われていた。
この炊き出しは、少なくとも当時の「若い衆」には白米に唐辛子味噌だけが提供されるという現代の感覚では考えられないほどの貧弱なもので、これに危機感を持った常陸山谷右エ門が食事改革としてちゃんこ鍋を取り入れた説もある。実際に明治時代中期までの相撲界は、食事といえば辛子味噌や沢庵などの味の濃い少量の副菜と大量の白米で力士を増量させていたが、常陸山がちゃんこ鍋を取り入れてからは相撲界における脚気が激減したという。当時の春日山部屋に所属し、のちに双葉山定次の師匠となる緑嶌友之助（のちの年寄・立浪）は現役時代に白米を食べるのは炊き出し以外に無く、ほとんどがすいとんやメザシ、焼き芋だったという。
琴欧洲勝紀が新弟子だった頃、新弟子がちゃんこ鍋を食べる順番の時までにおかずが残っているかどうかは日によってまちまちだったという。ちゃんこ鍋の中身が無い日もあったり、一部報道によれば汁すら無い日もあり、白米に水をかけて食べたこともあったという。
食料事情が良くなかった1950年代までの相撲界は、いわゆる「若い衆」と呼ばれる下位の力士たちは大抵、関取が食べ終えたちゃんこ鍋の残り汁と漬物だけをおかずにして白米を食べていたという。時津風部屋出身の蔵間竜也によると、蔵間の新弟子時代は関取の食事が終わった後は白米すら残っていない有様で、仕方ないため煎餅を食べて空腹をしのいでいたところ、兄弟子から「煎餅を食べるならちゃんこ鍋を食え」とそうならざるを得ない事情を無視して注意されたといい、当時はいかにちゃんこ鍋が重要視されていたかがうかがえる。大鵬幸喜は若い頃、ちゃんこ鍋が煮立つのを待つ間に白米を丼で2杯食べたというがこれは「ちゃんこ鍋が煮えるまで待っていたら白米すらも残らない」という意味だった。
大鷲平は現役時代の食料事情について「肉屋に切れ端を貯めてもらってから安く分けてもらった」「目の崩れかかったような魚を安く買ってきた」と証言している。一方で栃東知頼によると、肉は月に1～2回しか食べられなかったが、現役時代は鯨肉やアンコウが安価だったためよく使ったという。
なお、現在では食料事情の充実や「新弟子の頃はむしろ食べて身体を作るべき」という意識の変化もあり、最下位の新弟子であっても充分なちゃんこ鍋を口にすることができるため、むしろ稽古不足による栄養過多のリスクが指摘される。とはいえ2020年代半ば時点では高砂部屋のような名門であっても部屋の唐揚げにブラジル産の鶏肉を使う程度のちゃんこ銭のやりくりが必要となっている。

## 語源
「ちゃんこ」の語源には以下の二説がある。

### 父由来説
- 父さん・爺さんを意味する「ちゃん」（「子連れ狼」などで有名）に「こ」が付けられたものであるとする説[2]。かつて若い力士が、炊事番のおじさんを親しみを込めて「チャン」と呼んでいたのが、いつからか「チャンコ」になっていたというもの[47]。
- 常陸山は料理番をしていた古参力士を親しみを含め「父公（ちゃんこう）」と呼んでいたことが伝えられている[48]。相撲甚句の歌詞にも「昔、料理の番長は／ロートル力士の受け持ちで／禿げた頭の鉢巻が／鳥や魚を調理する／若い力士がそれを見て／田舎の父ちゃん偲びつつ／父ちゃん詰めてちゃんと呼ぶ／力士の作る手料理が／何時の間にやらちゃんことなる」とある[要ページ番号]。
- 父ちゃん、おっちゃんなどの「ちゃん」に、東北方言の語末に付く「こ」が付けられたものであるとする説[6][4]。
- 親方を父になぞらえ「チャン」、弟子を「コ」として親方と弟子で食事をすることであるとする説[49]。

### 中国語由来説
- 江戸時代初期に中国から長崎に伝来した鍋[注 1]の唐音あるいは転訛であるとする説[2][4]。当時、長崎へ巡業した職業力士が大鍋料理を「チャンコ」と称したというもの[4]。
- 中国を指すチャンと、中国語で「鍋」を指すのコ（クオ）が組み合わさったもの。中華鍋の意[51]。
- 座人屋敷の中国人を意味するとの説[2]

## ちゃんこに由来する言葉
力士の体形を指す用語「ソップ型」は、ちゃんこ料理に由来する。ちゃんこのソップ（スープ）をとるのに用いる鶏ガラに似た、細く引き締まった体形のことである。

## プロレスにおける「ちゃんこ」
日本のプロレス団体において、道場での練習後に供される食事も「ちゃんこ」と称し、主にちゃんこ鍋が供される。元関脇の力道山が日本プロレスを設立したうえ、団体所属の過半数が大相撲出身者であったことも重なり、大相撲の習慣や隠語をそのままプロレスへ持ち込んだことも影響していると言われる。
力道山存命当時の日本プロレスでは、朝食抜きで朝10時から休みなしで4時間練習を行った後、15時頃にちゃんこで食事を摂っている。大相撲の習慣に倣い、1日2食であったとされる。基本的に味付けは大相撲とほぼ同様に踏襲されているが、新日本プロレスやパンクラスでは具材（主に鶏もも肉）を湯のみで煮て特製のたれで食すという、水炊き形式で供されることが多い。特にパンクラスでは「旗揚げ当初は金が無かったため、いかに安く大量に作れるかが大事で、あとは肉体改造のために脂を落とすことを考えた」こともあり、食材となる鶏もも肉についても脂身部分を除去して使用されるという。
相撲部屋と同様に当番にあたるレスラーや練習生がちゃんこ番を務めているが、新日本プロレスの合宿所では一時期、調理師が採用されたこともある（その後は道場管理人である小林邦昭と当番レスラーが調理している）。プロレス評論家の菊池孝によれば、力道山の付き人頭であった田中米太郎（桂浜）は「ちゃんこの腕前は日本マット界随一だった」と評され、田中がちゃんこを作った際には、力道山がわざわざ道場にやって来るほどであったという。その田中からソップ炊き（鶏ガラをベースにしたちゃんこ鍋）のレシピを受け継いだのが北沢幹之で、北沢のちゃんこもレスラーなどから絶品と評価を得ていた。またリキプロに所属していた和田城功は、中華料理店で1年間の修行を積んだうえでプロ入りしており、リキプロでは腰などの怪我で練習に参加できない代わりに主にちゃんこ番を務めていた。
このほか、キラー・カーン、グレート小鹿、ザ・グレート・カブキ、桜田一男（ケンドー・ナガサキ）、米村天心などのように、ちゃんこ番としての調理経験を活かして引退後などに飲食店を開業したレスラーも少なからずいる。
道場マッチなどのイベントにおいても、選手が作ったちゃんこ鍋が観客に振る舞われたり、販売されたりすることもある。